# Hoplojana abyssinica
Hoplojana abyssinica är en fjärilsart som beskrevs av Rothschild 1917. Hoplojana abyssinica ingår i släktet Hoplojana och familjen Eupterotidae. Inga underarter finns listade i Catalogue of Life.